# Boris Kostić
Borislav "Boris" Kostić o Borislav "Bora" Kostić (in serbo Бора Костић?; Vršac, 24 febbraio 1887 – Belgrado, 3 novembre 1963) è stato uno scacchista jugoslavo, Grande maestro.
Cominciò a giocare a scacchi all'età di 10 anni. Studiò a Budapest e a Vienna, dove ebbe modo di migliorare il suo livello di gioco frequentando i circoli scacchistici di queste città. Nel 1910 si trasferì a Colonia e da qui cominciò a viaggiare in tutto il mondo, specialmente nelle Americhe, per giocare a scacchi.

## Carriera scacchistica
Kostić fu un vero professionista degli scacchi e dedicò ad essi tutta la sua vita. Tra i suoi primi tornei vi fu San Remo 1911, dove si classificò 4º-5º. Poi fu 1º a Stoccolma nel 1913. Si trasferì quindi negli Stati Uniti, dove nel 1916 si classificò 4º-5º al torneo di New York e batté in un match Jackson Showalter (+ 7 – 2 = 5). A New York nello stesso anno diede una simultanea alla cieca su 20 scacchiere, vincendo 19 partite e pattandone una.
Nel 1918 ottenne il secondo posto dopo Capablanca al torneo del Manhattan Chess Club di New York, e nel 1919 fu ancora secondo dopo Capablanca al torneo di Hastings. Questi risultati lo misero in luce come un possibile pretendente al titolo mondiale, e la città delL'Avana si propose per ospitare un match con Capablanca. Il risultato del match non lasciò però dubbi sulla superiorità di Capablanca, che vinse con un secco 5 a 0.
In seguito fu 1º ad Hastings 1921-22, 3º-4º a Budapest 1921, 4º-5º a L'Aia. Nel 1924 partì per un giro attorno al mondo che durò tre anni. Visitò l'Africa, l'Asia orientale, l'India, l'Australia e la Siberia. Partecipò a vari tornei locali e diede molte simultanee alla cieca. Si dice che durante questo viaggio insegnò anche a giocare a scacchi ad Enrico Caruso Nel 1928 vinse il torneo di Trenčianske Teplice davanti a Tartakover e Szabo.
Nel fortissimo Torneo di Bled 1931 (vinto da Alechin) arrivò 10º, ma precedendo maestri come Géza Maróczy, Edgar Colle e Vasja Pirc. 
Nel 1932 vinse a Bucarest il Campionato rumeno e nel 1935 vinse alla pari con Pirc il campionato jugoslavo. Vinse ancora il campionato jugoslavo nel 1938, e nello stesso anno fu 1º al torneo di Lubiana.
Kostić giocò nella squadra jugoslava in quattro Olimpiadi: Londra 1927, Praga 1931, Varsavia 1935 e Stoccolma 1937.
Durante la seconda guerra mondiale i nazisti gli chiesero di giocare nei tornei da loro organizzati. Kostić rifiutò e fu rinchiuso in un campo di concentramento.
La FIDE lo nominò Grande maestro nel 1950, quando il titolo fu istituito. Ottenne l'ultimo successo vincendo nel 1962 il torneo dei veterani di Zurigo.

## Alcune partite notevoli
- Nimzowitsch - Kostić, Göteborg 1920, Gioco Piano C50, 0-1, su chessgames.com.
- Kostić - Grünfeld, Budapest 1921, difesa Ortodossa D64, 1-0, su chessgames.com.
- MacKenzie - Kostić, Hastings 1921/22, gamb. Staunton A83, 0-1, su chessgames.com.
- Kostić - Endre Steiner, Budapest 1921, partita indiana A47, 1-0, su chessgames.com.
- Walter - Kostić, Trenciaske Teplice 1926, controgambetto Albin D08, 0-1, su chessgames.com.
- Tartakower - Kostić, Merano 1926, Inglese A15, 0-1, su chessgames.com.
- Kostić - Bogoljubov, Bled 1931, Inglese A14, 1-0, su chessgames.com.
- Gligorić - Kostić, JUG-ch 1945, Spagnola aperta C83, 0-1, su chessgames.com.